# محطة قطار قسنطينة
محطة قسنطينة هي محطة قطارات تابعة للشركة الوطنية للنقل بالسكك الحديدية (SNTF) وتقع في مدينة قسنطينة بالجزائر.

## موقع السكك
فالسكة تربط اليوم قسنطينة بالعاصمة ، كما تربطها كذلك بتقرت وبسكرة عبر خط جهوي. و توفر خدمة قطار الضواحي باتجاه عين بوزيان، كما توفر خدمة النقل نحو مدينتي عنابة وسكيكدة.

## تاريخ
تم افتتاحها في سنة 1870 م زمن الاحتلال الفرنسي .

## خدمة المسافرين

### الإستقبال
تقدم المحطة حاليا خدمة في مجال نقل الأشخاص والبضائع بفضل عدد من القطارات العاملة على الخطوط الطويلة والجهوية، إضافة إلى خط قطار الضواحي وقطار البحر.

### خدمة الخطوط
تخدم محطة الحانيف قطارات إقليمية من المواصلات :

### مواضيع ذات صلة
- الموقع الرسمي للشركة الوطنية للنقل بالسكك الحديدية